# Fußball-Weltmeisterschaft der Frauen 2019/England
Dieser Artikel behandelt die englische Fußballnationalmannschaft der Frauen bei der Fußball-Weltmeisterschaft der Frauen 2019 in Frankreich. England nahm zum fünften Mal an der Endrunde teil. Wie 2015 erreichte England das Spiel um Platz 3, verlor es aber diesmal.

## Qualifikation
Gegner in der Qualifikation waren Bosnien und Herzegowina, erstmals Kasachstan, Russland und der Nachbar Wales. Der Gruppensieger konnte sich direkt qualifizieren, der Gruppenzweite wäre für die Playoffspiele um einen weiteren WM-Startplatz qualifiziert, wenn er einer der vier besten Gruppenzweiten wäre.
Die Engländerinnen begannen die Qualifikation noch unter Nationaltrainer Mark Sampson, der die Engländerinnen bei der WM 2015 auf Platz 3 geführt hatte. Nach Vorwürfen aus Kreisen englischer Spielerinnen wurde dieser aber nach dem ersten Qualifikationsspiel vom englischen Fußballverband entlassen. Interimsweise übernahm Mo Marley den Posten. Im Januar 2018 wurde dann der frühere englische Nationalspieler Phil Neville Trainer der Frauen-Nationalmannschaft.
Die englische Mannschaft begann mit vier Heimspielen, traf im ersten Spiel auf Russland und gewann mit 6:0. Danach folgten Siege gegen Bosnien und Herzegowina (4:0) und Kasachstan (5:0), ehe beim torlosen Remis gegen Wales der einzige Punkt abgegeben wurde. Die folgenden Auswärtsspiele wurden gewonnen und nur beim 1:3 in Russland ein Gegentor kassiert. Da die Waliserinnen bis zu ihrem Heimspiel gegen England kein Spiel verloren hatten, war das Spiel der Nachbarinnen für den Gruppensieg entscheidend. England setzte sich mit 3:0 in Newport durch, wobei die drei Tore innerhalb von 12 Minuten zwischen der 57. und 69. Minute fielen. Damit hatte sich England vorzeitig qualifiziert und im letzten Spiel wurden dann beim 6:0 gegen Kasachstan einige Neulinge eingesetzt.
Insgesamt wurden 29 Feldspielerinnen eingesetzt, von denen 16 schon im Kader für die EM 2017 standen. Lediglich Lucy Bronze machte alle acht Spiele mit. Auf sieben Einsätze kam Toni Duggan, je sechs Einsätze hatten Kapitänin Steph Houghton, Isobel Christiansen, Fran Kirby, Nikita Parris und Jodie Taylor. Einmal zwangsweise pausieren musste Alex Greenwood nach einer gelb-roten Karte im Spiel gegen Bosnien & Herzegowina. Auf der Torhüterinnenposition kamen vier Spielerinnen zum Einsatz. Mit insgesamt 33 Spielerinnen setzten die englischen Trainer die meisten Spielerinnen aller qualifizierten Mannschaften ein.
Die meisten der 29 Tore für die englische Mannschaft erzielten Nikita Parris (6) und Toni Duggan (4). Insgesamt trafen 12 englische Spielerinnen in der Qualifikation ins Tor. Drei Spielerinnen (Melissa Lawley, Beth Mead (2) und Lucy Staniforth) gelangen in der Qualifikation ihre ersten Länderspieltore. Vier Spielerinnen (Gabby George, Beth Mead, Lucy Staniforth und Leah Williamson) hatten in der Qualifikation ihren ersten Länderspieleinsatz. Ihr insgesamt 100. Länderspiel – davon fünf für Team GB – bestritt Steph Houghton beim torlosen Remis gegen Wales am 6. April 2018.

### Gruppe 1
| Pl. | Land                    | Sp. | S | U | N | Tore    | Diff. | Punkte |
| --- | ----------------------- | --- | - | - | - | ------- | ----- | ------ |
| 1.  | England                 | 8   | 7 | 1 | 0 | 029:100 | +28   | 22     |
| 2.  | Wales                   | 8   | 5 | 2 | 1 | 007:300 | +4    | 17     |
| 3.  | Russland                | 8   | 4 | 1 | 3 | 016:130 | +3    | 13     |
| 4.  | Bosnien und Herzegowina | 8   | 1 | 0 | 7 | 003:190 | −16   | 03     |
| 5.  | Kasachstan              | 8   | 1 | 0 | 7 | 002:210 | −19   | 03     |

| 19.09.2017 | Birkenhead  | England               | – | Russland              | 6:0 (4:0) | Duggan (2), Bronze, Parris                       |
| 24.11.2017 | Walsall     | England               | – | Bosnien & Herzegowina | 4:0 (1:0) | Houghton (2), Kirby, Parris                      |
| 28.11.2017 | Colchester  | England               | – | Kasachstan            | 5:0 (1:0) | Parris (2), Christiansen, Kirby, Lawley          |
| 06.04.2018 | Southampton | England               | – | Wales                 | 0:0       |                                                  |
| 10.04.2018 | Zenica      | Bosnien & Herzegowina | – | England               | 0:2 (0:0) | Duggan, Taylor                                   |
| 08.06.2018 | Moskau      | Russland              | – | England               | 1:3 (1:3) | Scott, Parris; Danilowa                          |
| 31.08.2018 | Newport     | Wales                 | – | England               | 0:3 (0:0) | Duggan, Parris, Scott                            |
| 04.09.2018 | Pavlodar    | Kasachstan            | – | England               | 0:6 (0:2) | Mead (2), Bronze, Christiansen, Daly, Staniforth |

## Vorbereitung
Zur Vorbereitung auf die WM wurden erste Testspiele am 6. Oktober in Nottingham gegen Brasilien (1:0) und am 9. Oktober in London gegen Australien (1:1) durchgeführt. Am 8. November gewannen sie in Maria Enzersdorf mit 3:0 gegen Österreich und verloren drei Tage später in Rotherham mit 0:2 gegen Schweden. Ende Februar/Anfang März nahmen die Engländerinnen wieder am SheBelieves Cup teil. Mit Siegen gegen Brasilien (2:1) und Japan (3:0) sowie einem 2:2 gegen Gastgeber USA gewannen die Engländerinnen erstmals das Turnier. Am 5. April verlor die Mannschaft in Manchester mit 0:1 gegen Kanada und gewann am 9. April in Swindon mit 2:1 gegen Spanien. Letzte Testgegner waren am 25. Mai in Walsall Dänemark (2:0) und am 1. Juni Neuseeland (0:1) in Falmer.

## Kader
Am 8. Mai wurde der Kader für die WM bekannt gegeben.
| Nr.                      | Spielerin       | Geburts- datum | Debüt | Verein              | Länder- spiele | Länder- spieltore | Letzter Einsatz | WM-Spiele, -Tore        | WM 2019 | WM 2019 | WM 2019     | WM 2019         | WM 2019    | WM 2019 |
| Nr.                      | Spielerin       | Geburts- datum | Debüt | Verein              | Länder- spiele | Länder- spieltore | Letzter Einsatz | WM-Spiele, -Tore        | Sp.     | Tor     | Gelbe Karte | Gelb-Rote Karte | Rote Karte |         |
| Tor                      | Tor             | Tor            | Tor   | Tor                 | Tor            | Tor               | Tor             | Tor                     | Tor     | Tor     | Tor         | Tor             | Tor        |         |
| ------------------------ | --------------- | -------------- | ----- | ------------------- | -------------- | ----------------- | --------------- | ----------------------- | ------- | ------- | ----------- | --------------- | ---------- | ------- |
| 01                       | Karen Bardsley  | 14.10.1984     | 2005  | Manchester City     | 077            | 0                 | 25.05.2019      | 11 (2011, 2015)         | 4       |         |             |                 |            |         |
| 21                       | Mary Earps      | 07.03.1993     | 2017  | VfL Wolfsburg       | 005            | 0                 | 09.04.2019      |                         |         |         |             |                 |            |         |
| 13                       | Carly Telford   | 07.07.1987     | 2009  | Chelsea Ladies      | 018            | 0                 | 01.06.2019      | 0 (2007, 2015)          | 3       |         |             |                 |            |         |
| Abwehr                   |                 |                |       |                     |                |                   |                 |                         |         |         |             |                 |            |         |
| 06                       | Millie Bright   | 21.08.1993     | 2016  | Chelsea Ladies      | 027            | 0                 | 25.05.2019      |                         | 5       |         | 1           | 1               |            |         |
| 02                       | Lucy Bronze     | 28.10.1991     | 2013  | Olympique Lyon      | 068            | 07                | 01.06.2019      | 6,2 (2015)              | 7       | 1       |             |                 |            |         |
| 17                       | Rachel Daly     | 06.12.1991     | 2016  | Houston Dash        | 022            | 03                | 25.05.2019      |                         | 5       |         |             |                 |            |         |
| 03                       | Alex Greenwood  | 07.09.1993     | 2014  | Manchester United   | 037            | 02                | 01.06.2019      | 3 (2015)                | 4       | 1       |             |                 |            |         |
| 05                       | Steph Houghton  | 23.04.1988     | 2007  | Manchester City     | 105            | 12                | 01.06.2019      | 8,1 (2011, 2015)        | 7       | 1       |             |                 |            |         |
| 15                       | Abbie McManus   | 14.01.1993     | 2018  | Manchester City     | 013            | 0                 | 01.06.2019      |                         | 3       |         |             |                 |            |         |
| 12                       | Demi Stokes     | 12.12.1991     | 2014  | Manchester City     | 051            | 01                | 25.05.2019      |                         | 3       |         |             |                 |            |         |
| 14                       | Leah Williamson | 29.03.1997     | 2018  | Arsenal WFC         | 007            | 0                 | 25.05.2019      |                         | 1       |         |             |                 |            |         |
| Mittelfeld               |                 |                |       |                     |                |                   |                 |                         |         |         |             |                 |            |         |
| 20                       | Karen Carney    | 01.08.1987     | 2005  | Chelsea Ladies      | 140            | 32                | 01.06.2019      | 13,2 (2007, 2011, 2015) | 4       |         |             |                 |            |         |
| 16                       | Jade Moore      | 22.10.1990     | 2012  | FC Reading          | 046            | 01                | 25.05.2019      | 6 (2015)                | 4       |         | 1/1         |                 |            |         |
| 08                       | Jill Scott      | 02.02.1987     | 2006  | Manchester City     | 136            | 23                | 01.06.2019      | 14,3 (2007, 2011, 2015) | 7       | 1       |             |                 |            |         |
| 23                       | Lucy Staniforth | 02.10.1992     | 2018  | Birmingham City LFC | 010            | 02                | 01.06.2019      |                         | 1       |         |             |                 |            |         |
| 19                       | Georgia Stanway | 03.01.1999     | 2018  | Manchester City     | 008            | 01                | 01.06.2019      |                         | 5       |         |             |                 |            |         |
| 04                       | Keira Walsh     | 08.04.1997     | 2017  | Manchester City     | 015            | 0                 | 01.06.2019      |                         | 5       |         |             |                 |            |         |
| Angriff                  |                 |                |       |                     |                |                   |                 |                         |         |         |             |                 |            |         |
| 11                       | Toni Duggan     | 25.07.1991     | 2012  | FC Barcelona        | 072            | 22                | 01.06.2019      | 5 (2015)                | 3       |         |             |                 |            |         |
| 10                       | Fran Kirby      | 29.06.1993     | 2014  | Chelsea Ladies      | 039            | 12                | 01.06.2019      |                         | 6       | 1       |             |                 |            |         |
| 22                       | Beth Mead       | 09.05.1995     | 2018  | Arsenal WFC         | 014            | 05                | 01.06.2019      |                         | 5       |         |             |                 |            |         |
| 07                       | Nikita Parris   | 10.03.1994     | 2016  | Manchester City     | 034            | 12                | 01.06.2019      |                         | 7       | 1       | 1           |                 |            |         |
| 09                       | Jodie Taylor    | 17.05.1986     | 2014  | Reign FC            | 043            | 17                | 01.06.2019      | 4,1 (2015)              | 3       | 1       |             |                 |            |         |
| 18                       | Ellen White     | 09.05.1989     | 2010  | Birmingham City LFC | 082            | 28                | 01.06.2019      | 8 (2011, 2015)          | 6       | 6       |             |                 |            |         |
| Trainerstab              |                 |                |       |                     |                |                   |                 |                         |         |         |             |                 |            |         |
| Coach                    | Phil Neville    | 21.01.1977     | 2018  | The FA              | 59             | 0                 |                 |                         | 7       |         |             |                 |            |         |
| Anmerkungen: 1. 2. 3. 4. |                 |                |       |                     |                |                   |                 |                         |         |         |             |                 |            |         |

## Auslosung
Für die am 8. Dezember 2018 stattgefundene Auslosung der WM-Gruppen war England aufgrund der Platzierung in der FIFA-Weltrangliste vom 7. Dezember 2018 Topf 1 zugeteilt. Die Mannschaft konnte somit in den Gruppenspielen nicht auf Weltmeister USA, Deutschland oder Gastgeber Frankreich treffen. Die englische Mannschaft wurde als Gruppenkopf der Gruppe D gelost. Zugelost wurden Argentinien, Japan und WM-Neuling Schottland.
Schottland ist mit 25 Begegnungen einer der vier zweithäufigsten Gegner der englischen Mannschaft, wobei England allein gegen Schottland eine positive Bilanz hat. Gegen die drei anderen Mannschaften (Deutschland, Frankreich und Schweden) ist die Bilanz negativ. Bisher gab es 22 Siege, ein Remis und zwei Niederlagen. Das letzte Spiel war das erste Gruppenspiel bei der EM 2017, bei der die Schottinnen ebenfalls Neuling waren, und wurde mit 6:0 gewonnen. Gegen Japan gab es bisher vier Spiele mit einem Sieg, zwei Remis und einer Niederlage. Letztere durch ein Eigentor von Laura Bassett in der zweiten Minute der Nachspielzeit des Halbfinales der letzten WM. Bei der vorherigen WM konnte England im Gruppenspiel gegen Japan gewinnen, für die Japanerinnen die einzige Niederlage auf dem Weg zum WM-Titel. Gegen Argentinien gab es eine 1:4-Niederlage 1971 bei der Mundial in Mexiko, die vom englischen Verband und der FIFA aber nicht gezählt wird. Das bisher einzige offizielle Spiel gegen die Südamerikanerinnen endete im WM-Gruppenspiel 2007 6:1 für England.

## Gruppenspiele
| Pl. | Land        | Sp. | S | U | N | Tore    | Diff. | Punkte |
| --- | ----------- | --- | - | - | - | ------- | ----- | ------ |
| 1.  | England     | 3   | 3 | 0 | 0 | 005:100 | +4    | 09     |
| 2.  | Japan       | 3   | 1 | 1 | 1 | 002:300 | −1    | 04     |
| 3.  | Argentinien | 3   | 0 | 2 | 1 | 003:400 | −1    | 02     |
| 4.  | Schottland  | 3   | 0 | 1 | 2 | 005:700 | −2    | 01     |

| So., 9. Juni 2019 in Nizza     |   |             |           |
| England                        | – | Schottland  | 2:1 (2:0) |
| Fr., 14. Juni 2019 in Le Havre |   |             |           |
| England                        | – | Argentinien | 1:0 (0:0) |
| Mi., 19. Juni 2019 in Nizza    |   |             |           |
| Japan                          | – | England     | 0:2 (0:1) |

## K.-o.-Runde
Als Gruppensieger trafen die Engländerinnen auf den Gruppendritten Kamerun, der sich den Platz im Achtelfinale durch ein Tor in der Nachspielzeit zum 2:1-Sieg gegen Neuseeland gesichert hatte. Beide Mannschaften hatten zuvor noch nicht gegeneinander gespielt. Auch bei U-17- und U-20-Weltmeisterschaften waren beide noch nicht aufeinander getroffen. Als Sieger des Spiels traf England im Viertelfinale auf Norwegen und gewann mit 3:0. Im Halbfinale trafen sie auf Titelverteidiger USA. Beide hatten sich zuletzt beim SheBelieves Cup 2019 mit 2:2 getrennt. Den letzten Sieg gegen die USA gab es beim SheBelieves Cup 2017, die letzte Niederlage beim SheBelieves Cup 2018. Mit 1:2 verloren die Engländerinnen die Partie und mit diesem Ergebnis dann auch das Spiel um Platz 3 gegen Schweden.
| Achtelfinale: So., 23. Juni 2019 in Valenciennes |   |          |           |
| England                                          | – | Kamerun  | 3:0 (2:0) |
| Viertelfinale: Do., 27. Juni 2019 in Le Havre    |   |          |           |
| Norwegen                                         | – | England  | 0:3 (0:2) |
| Halbfinale: Di., 2. Juli 2019 in Lyon            |   |          |           |
| England                                          | – | USA      | 1:2 (1:2) |
| Spiel um Platz 3: Sa. 6. Juli 2019 in Nizza      |   |          |           |
| England                                          | – | Schweden | 1:2 (1:2) |

## Auszeichnungen
- Lucy Bronze: Spielerin des Spiels gegen Norwegen
- Steph Houghton: Spielerin des Spiels gegen Kamerun
- Nikita Parris: Spielerin des Spiels gegen Schottland
- Ellen White: Spielerin des Spiels gegen Japan

## Rücktritte
Einen Tag vor dem Spiel um Platz 3 gab Karen Carney ihren Rücktritt aus der Nationalmannschaft bekannt.